# Mustakopulos
Mustakopulos (gr. Μουστακόπουλος) – grecki strzelec. Brał udział w Letnich Igrzyskach Olimpijskich 1896 w Atenach.
Mustakopulos startował w turnieju z karabinem dowolnym. Jego miejsce i wynik nie są znane, choć nie ukończył zawodów w pierwszej piątce.